# 搭连街道
搭连街道，是中华人民共和国辽宁省抚顺市东洲区下辖的一个乡镇级行政单位。

## 行政区划
搭连街道下辖以下地区：
东安社区、新苑社区、绥化社区、北龙河东社区、塔湾社区、青鹭社区、电修厂社区和新安社区。